# Adolf Nilsen
Adolf Gustinius Nilsen (ur. 3 marca 1895 w Stavanger, zm. w październiku 1983 w Westminster) – norweski wioślarz. Brązowy medalista olimpijski.
Nilsen uczestniczył w igrzyskach olimpijskich w Antwerpii (1920) w jednej konkurencji wioślarstwa: ósemka mężczyzn (3. miejsce; wraz z Conradem Olsenem, Theodorem Nagem, Håkonem Ellingsenem, Thorem Michelsenem, Arnem Mortensenem, Karlem Nagem, Tollefem Tollefsenem i Thoralfem Hagenem).